# Famille d'Anthès
La famille d'Anthès, puis de Heeckeren d'Anthès pour l'une de ses branches, est une famille subsistante de la noblesse française, originaire de Rhénanie puis installée en Alsace.

## Histoire
La famille d'Anthès est originaire de l'île de Gothland. Elle s'installe en Palatinat, en 1529.
Philippe-Michel Anthès s'installe à Mulhouse, en Alsace, où il obtient en 1694 droit de bourgeoisie. Il exploite les forges et les hauts fourneaux de Belfort et de Giromagny, et son fils, Jean-Henri (1670-1733), fonde une manufacture d'armes blanches. Ce dernier est anobli créé baron par lettres patentes du roi Louis XV en décembre 1731.
Georges-Charles d'Anthès (1812-1895) est adopté, en 1832, par le baron de Heeckeren, issu de la vieille noblesse hollandaise. Il prend dès lors ce titre et c'est sous ce nom qu'il est appelé à intégrer le Sénat du Second Empire, en 1852.
Cette famille appartient à la noblesse française subsistante.

## Personnalités
- Léonard Anthès (1495-1570), conseiller de l'électeur de Palatinat[1] ;
- Philippe-Michel Anthès (1640-1708), quitta en 1674 le Palatinat à la suite du ravage et s'installa comme maître de forges à Mulhouse ;
- baron Jean-Henri d'Anthès (1670-1733), maître de forges et fondateur de la Manufacture royale d'armes blanches d'Alsace puis de Klingenthal[3], créé baron par Louis XV en 1731[1] ;
- Jean-Philippe d'Anthès (1699-1760), entrepreneur à la Manufacture royale d'armes blanches d'Alsace puis de Klingenthal[3], conseiller au Conseil souverain d'Alsace, financier, propriétaire des forges de Bischwiller et mines de la vallée ;
- Jean-Georges d'Anthès (1701-1770), prêtre, chanoine de la collégiale Saint-Florent de Haslach, financier ;
- François-Henri d'Anthès de Longepierre (1729-1793), conseiller au Conseil souverain d'Alsace et président à mortier au Parlement de Dijon ;
- François-Philippe d'Anthès (1730-1807), propriétaire des mines de Lautenbach et du vallon de Murbach, de la faïencerie, tuilerie et verrerie d'Aprey,
- baron Joseph-Conrad d'Anthès (1773-1852), militaire, député ultra-royaliste et légitimiste du Haut-Rhin (1822-1830) ;
- baron Georges Charles de Heeckeren d'Anthès (1812-1895), militaire au service de la Russie, député du Haut-Rhin (1848-1851), sénateur du Second Empire (1852-1870) et président du Conseil général du Haut-Rhin, connu pour avoir tué en duel son beau-frère le poète Pouchkine. Il a eu vécu sur le patronage du baron Jacob van Heeckeren tot Enghuizen.
  - Ekaterina Nikolaïevna Gontcharova (1809-1843), épouse du précédent, baronne d'Anthès, demoiselle d'honneur de l'impératrice,
  - Berthe Joséphine de Heeckeren d'Anthès, fille de Georges-Charles et de Ekaterina (1839-1908), épouse Édouard Vandal (fait comte en 1875) père du comte Albert Vandal, membre de l'Académie française.
- Lothaire Alphonse d'Anthès (1813-1884), conseiller général du Haut-Rhin (1852-1870), donateur du musée de Colmar.

## Galerie

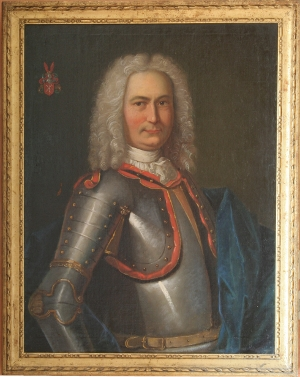
Portrait du baron Henri d'Anthès.
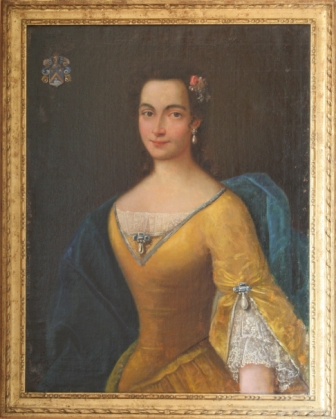
Portrait de Catherine Sitter, baronne Henri d'Anthès.
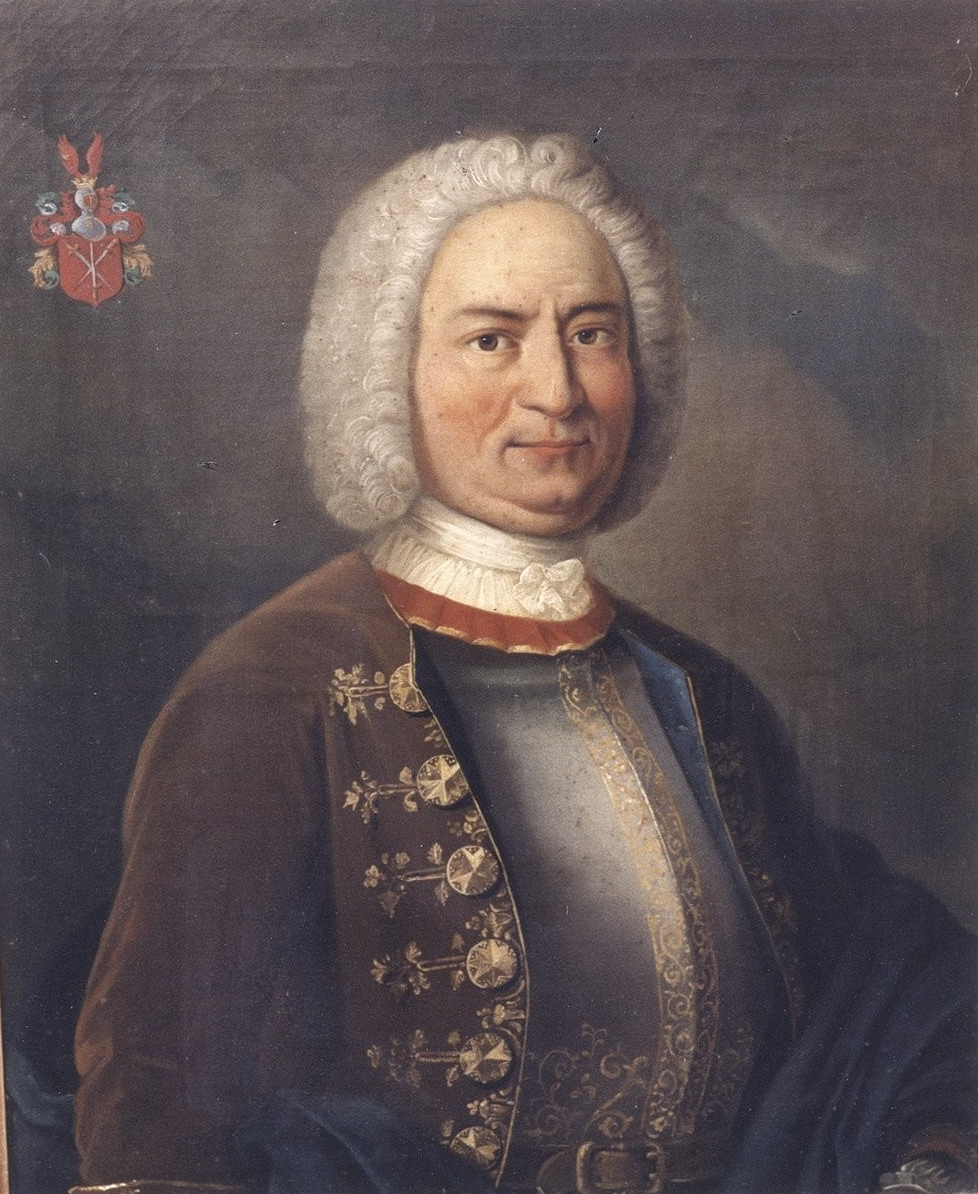
Portrait de Jean-Philippe d'Anthès.
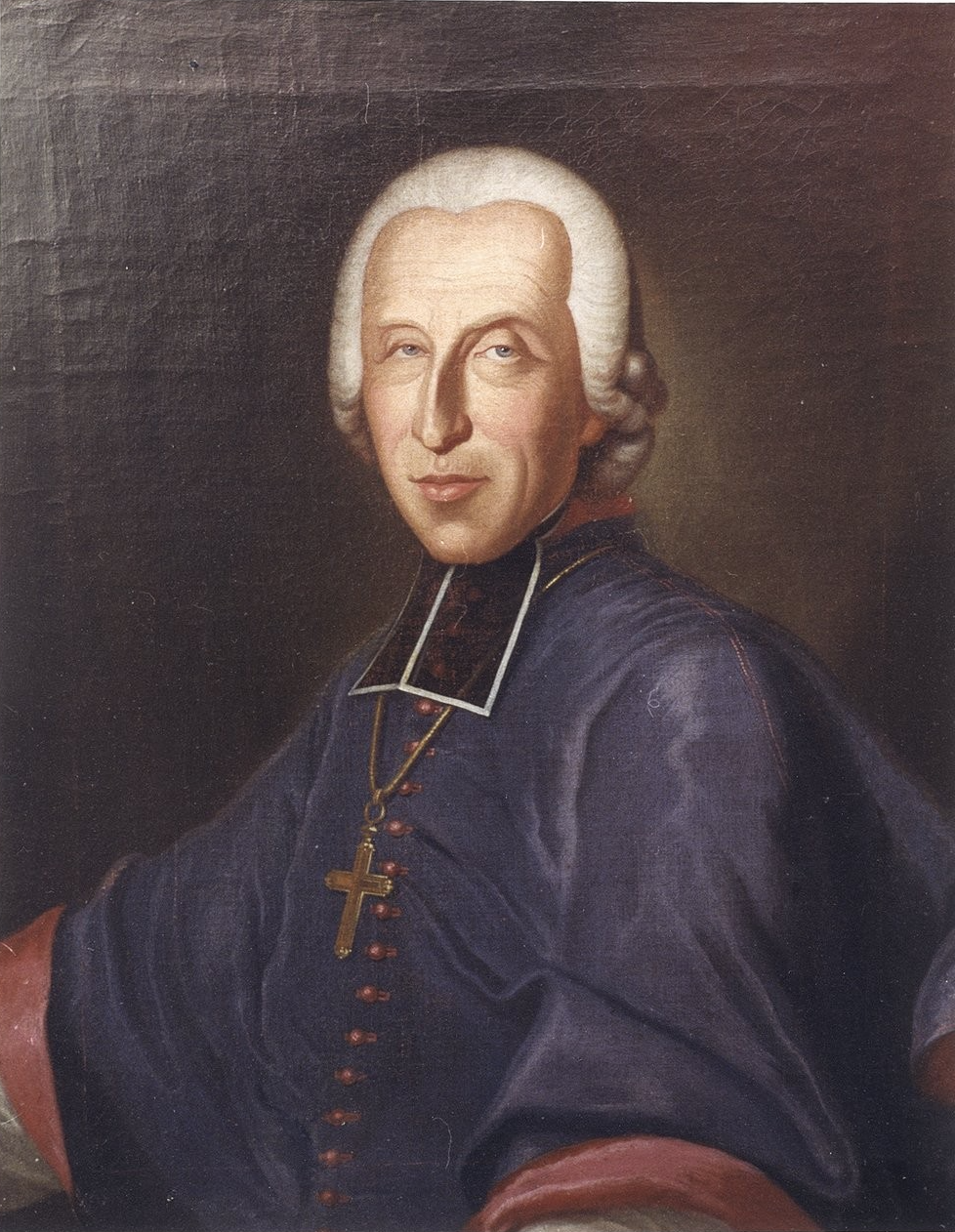
Portrait du chanoine Jean Georges d'Anthès.
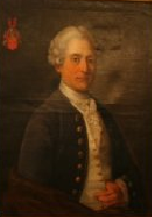
Portrait du baron d'Anthès.
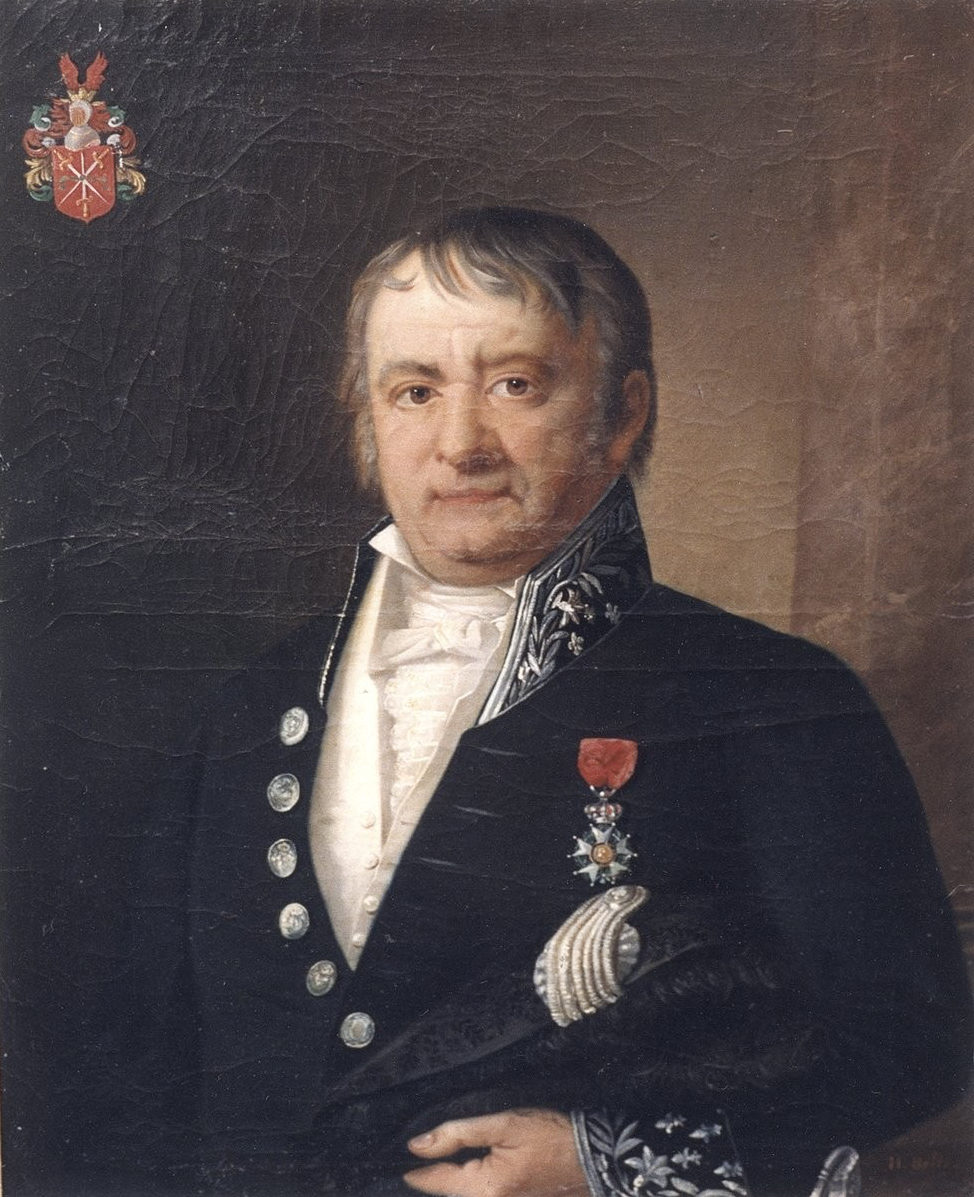
Portrait du baron Joseph-Conrad d'Anthès.
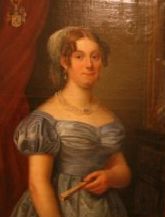
Portrait de la comtesse Marie-Anne von Hatzfeld, baronne Joseph-Conrad d'Anthès.
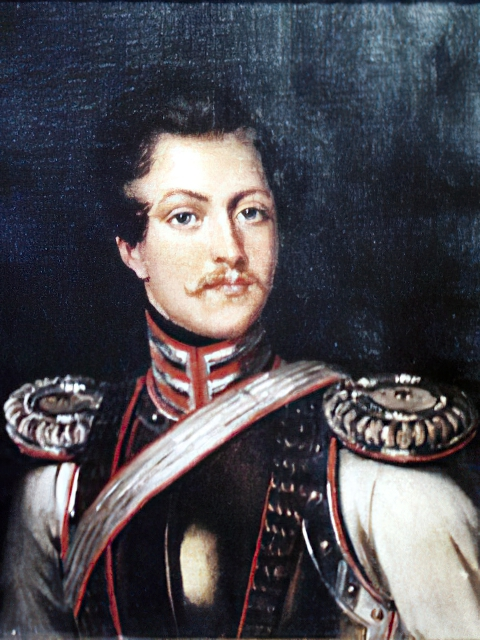
Portrait du baron Georges-Charles d'Anthès.
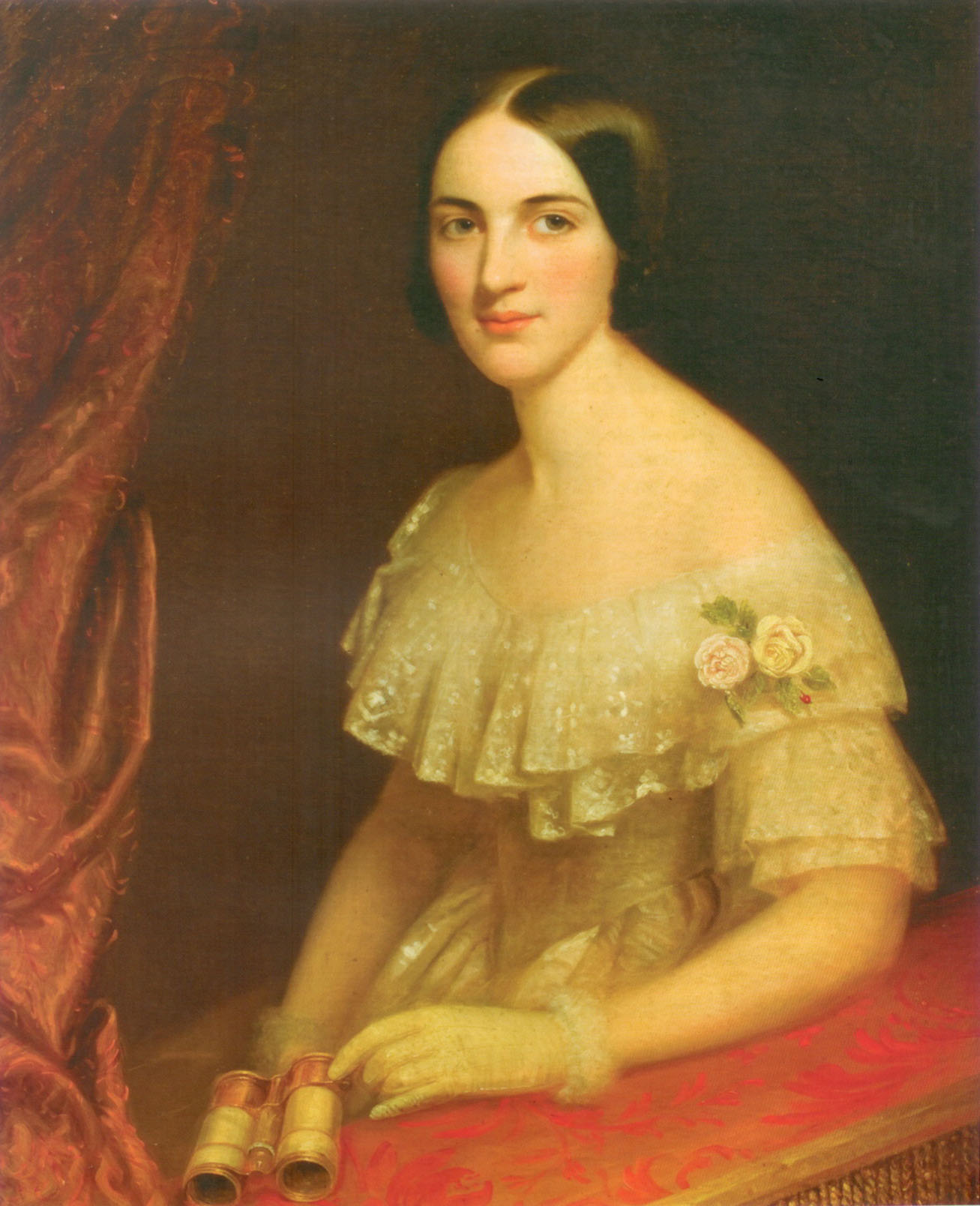
Portrait d'Ekaterina Nikolaïevna Gontcharova, baronne Georges-Charles d'Anthès.

## Alliances
Les principales alliances de la famille sont : de Luze, Desmier d'Archiac, Reuttner von Weyl, Mirleau de Neuville de Belle-Isle, de Waldner de Freundstein, Burignot de Varenne, Hennessy, von Hatzfeldt, Maron de Cerzé, de Vandeuvre, Gontcharov (ru), Vandal, von Schauenburg, Firino-Martell.